# Fiat Tempra
La Fiat Tempra è un'autovettura berlina media prodotta dalla casa automobilistica italiana FIAT tra il 1990 e il 1997 negli stabilimenti Fiat di Cassino (FR). In Italia fu presentata in anteprima sui giornali automobilistici nel novembre 1989, quando fu anche svelato il suo nome ufficiale, e nel febbraio del 1990 fu immessa sul mercato come erede della Fiat Regata. Il progetto è identificato come "tipo tre", per indicare una collocazione intermedia tra la "tipo due" (Fiat Tipo) e la "tipo quattro" (Fiat Croma). Il numero del modello è 159.
Con meccanica, telaio e alcune parti estetiche in comune con la Tipo, e facente parte di un progetto comune del gruppo Fiat che comprendeva anche l'Alfa Romeo 155 e la Lancia Dedra, la Tempra venne proposta come una classica berlina media. Oltre alla versione a 3 volumi e 4 porte, ne venne realizzata anche una versione familiare (denominata Tempra S.W.).
In tre anni, dal 1990 al 1993, ne sono state vendute circa 400 000 unità di cui circa la metà in versione wagon.In totale sono state vendute oltre 1.000.000 di Tempra

## Il contesto

### Caratteristiche generali
Nel quadro d'insieme, la Tempra era per l'epoca una vettura facilmente acquistabile (i modelli base costavano poco meno di 20 milioni di lire) con le dotazioni ed il comfort di una berlina di classe superiore. Essendo quello delle berline di fascia media e medio-alta il settore più agguerrito per i produttori di automobili nei primi anni novanta, era d'obbligo per la FIAT riuscire a rendere il più appetibile possibile al pubblico il nuovo modello. Il design (sviluppato dall'IDEA Institute) era molto classico, sobrio ed elegante, senza eccessi o stravaganze, e questo venne apprezzato dal pubblico che l'accolse positivamente. Il frontale era ripreso, in scala maggiorata, dalla “sorella minore” Tipo.

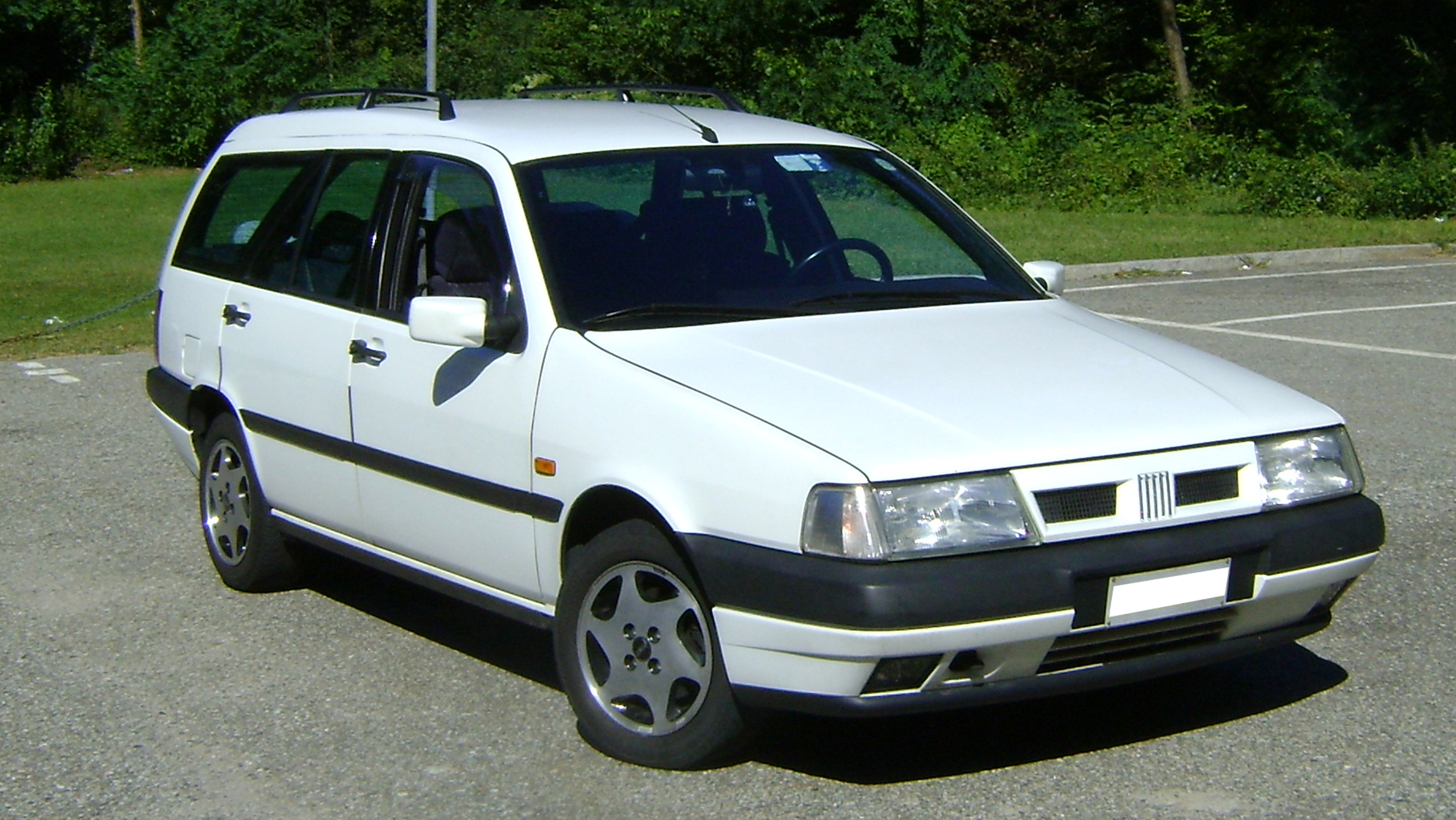
La Fiat Tempra S.W.

Di certo le sue doti migliori erano comunque a livello pratico, dato che la Tempra offriva uno spazio abitabile al top della categoria (era superiore a tutte le rivali più acclamate) e una capacità di carico eccezionale, in particolar modo nella versione Station Wagon. Per la berlina, la capacità di carico era di circa 500 dm³, ampliabili abbattendo il sedile posteriore (optional a richiesta), e questo la rendeva molto sfruttabile. Per la versione SW, si partiva addirittura da un minimo di 550 dm³ fino ad un massimo di 1600 dm³ con i sedili posteriori abbattuti, particolare di primaria importanza nel successo della versione giardinetta rispetto alla versione base a 3 volumi. Nel 1992, al Salone di Ginevra, è stata inoltre presentata la versione a trazione integrale della Tempra SW, commercializzata dallo stesso anno, che vinse l'Oscar del Traino nel 1993, succedendo alla SEAT Toledo.
La dotazione era molto ricca e in tutte le versioni dalla 1.6 in su comprendeva di serie già dal 1990 servosterzo (che invece era optional sulle versioni base 1.4) e alzacristalli elettrici anteriori. Per il resto, la lista degli optional era davvero lunga; alzacristalli elettrici anche posteriori, fendinebbia, tergi-lava-lunotto, cerchi in lega, aria condizionata, computer di bordo e ABS sulle ruote anteriori per le versioni meno potenti e su tutte le 4 ruote per 1.8, 2.0 e 1.9 TD. La sola 4x4 proponeva uno speciale impianto ABS a 6 sensori di derivazione Delta Integrale.
La dotazione di sicurezza oltre al già citato ABS optional su tutte le versioni e di serie solo sulla 4x4, era implementata da una scocca ad assorbimento a deformazione programmata, piantone snodabile collassabile e barre d'acciaio di rinforzo nelle portiere anteriori.
Nella seconda serie del veicolo, rinnovata nel 1993, alcuni di questi optional diventarono di serie su alcune delle versioni di punta della gamma, e sulle versioni più lussuose (come la 1.8 SLX e la 2.0 Suite) furono proposti dei full-optional piuttosto interessanti. Inoltre, nei dettagli tecnici/estetici, spiccava la plancia con quadrante digitale, che era disponibile sulle versioni SX, che risultò tra gli elementi più apprezzati della Tempra. Già proposto sulla Tipo, sulla Tempra questo elemento fu molto più apprezzato, e una percentuale molto elevata di modelli uscivano dotati di quadrante digitale invece che analogico. Si fece ancora un passo avanti nelle dotazioni di sicurezza, venendo rinforzata la scocca, inserite barriere laterali anti-intrusione tubolari più robuste, di nuova progettazione, e volante ad assorbimento d'urto, airbag e cinture di sicurezza con pretensionatori. Nel 1994, la sicurezza passiva fu ancor più presa in considerazione dalla Fiat, che introdusse l'allestimento HSD (High Safety Drive) che comprendeva ABS a quattro canali, airbag lato guida, pretensionatori per le cinture di sicurezza anteriori, poggiatesta sia anteriori che posteriori e correttore dell'assetto dei fari.
La commercializzazione in Europa della Tempra cessò nella primavera del 1997, dopo che nell'ottobre 1996 era stato presentato il nuovo modello, la Fiat Marea, che della Tempra rappresentava di fatto solo un pesante restyling del modello precedente, condividendone il pianale e parte della meccanica. La Tempra, tuttavia, rimase in produzione in Turchia, Brasile ed Egitto fino al 2001.

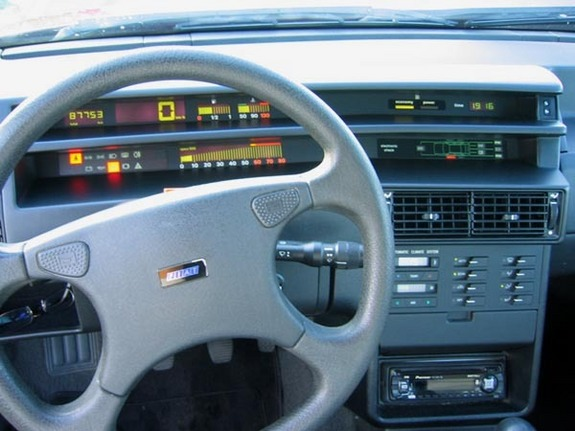
Vista della plancia (versione a quadrante digitale)

#### Pregi
La Tempra si presentò subito come un'auto molto economica e affidabile. Il 1372 cm³ e il 1581 cm³ erano capaci di lunghe percorrenze con un consumo davvero ridotto, favorito anche da un serbatoio record da 65 litri per la berlina e 70 litri per la Station Wagon. L'autonomia media di una berlina 1.6 da 75 cavalli si aggirava intorno ai 920 km (circa 14 km/l) e il consumo a velocità costante di 16,5 km/l a 90 km/h e di 11,6 km/l a 130 km/h. Questo consumo ridotto era agevolato anche da un'aerodinamica favorevole (Cx di 0,297) e quindi una potenza assorbita di soli 17,2 CV a 100 km/h, che tra le berline concorrenti dell'epoca era in assoluto il miglior risultato raggiunto. A ulteriore prova di quanto detto, nella prima prova su strada che la rivista "Quattroruote" dedicò alla Tempra, la versione motorizzata col 1372 cm³ raggiunse i 175 km/h di velocità massima effettiva. Vendettero molto anche le diesel 1.9 D e TD (queste ultime fino agli inizi del '92 denominate T.ds come la coeva Tipo prima serie), apprezzate per i bassi consumi e le prestazioni soprattutto del TD.

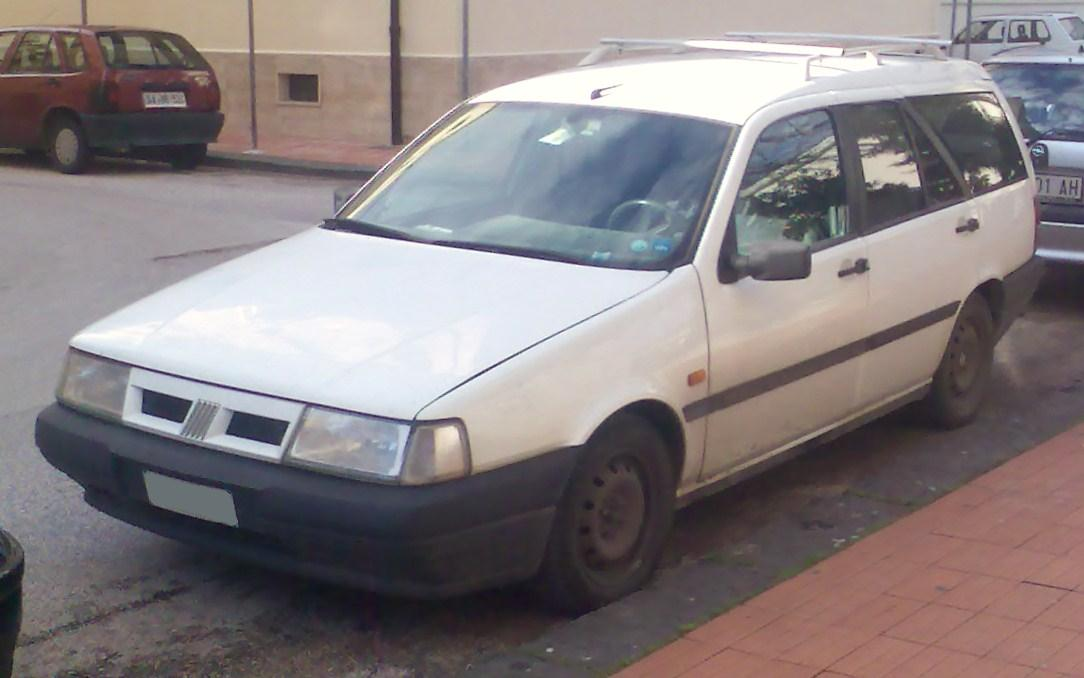
La Fiat Marengo

Altri pregi erano la robustezza e l'affidabilità, dato che il motore si adattava perfettamente ad utilizzi urbani, extra-urbani e autostradali senza remora alcuna, rendendo la Tempra un'auto vicina alle esigenze di una famiglia che partiva per le vacanze piena di bagagli come a chi girava il centro urbano affrontando code e colonne al semaforo. Per la sua straordinaria capacità di carico, era anche tra le preferite dalle aziende (con il motore 1929 a gasolio) che potevano sfruttare in ogni situazione lavorativa. Esisteva inoltre la versione Marengo (sigla usata anche per la Regata prima e la Marea dopo), che rappresentava la vera versione commerciale della Tempra, senza sedili posteriori e immatricolata autocarro. In ultimo luogo, l'economicità del veicolo era dovuta alla facile reperibilità dei pezzi di ricambio e ad una struttura abbastanza semplice, che rendeva riparazioni e lavori di manutenzione molto comodi e poco onerosi.

#### Difetti
Sulla rivista Quattroruote venivano regolarmente riportate segnalazioni di guasti o difetti ricorrenti sulle auto in commercio. Per la Tempra risultarono pochi guasti generali, ma alcuni difetti che seguirono il veicolo in alcuni periodi della sua vita. Tra i primi segnalati da alcuni lettori, si presentò il problema di un'infiltrazione d'acqua attraverso le guarnizioni del parabrezza, piaga che aveva in passato riguardato altri veicoli del gruppo FIAT, in particolar modo l'Alfa Romeo 33, che imbarcava una quantità davvero notevole di acqua in condizione di pioggia. Per la Tempra questo problema fu segnalato dal 1990 al 1992, quando, in seguito alle numerose segnalazioni, il problema venne risolto con un quantitativo di collante superiore per ogni guarnizione.
Altro difetto segnalato era l'eccessivo consumo di olio, in particolar modo nelle versioni 1.6, che era comune anche alla cugina Tipo (con lo stesso motore) e alla Panda (motore 1.0 Fire). Questo particolare difetto fu segnalato su parecchi modelli FIAT dell'epoca e parve scomparire sulla Tempra con l'introduzione del nuovo motore 1.6 da 90 CV.
Su quelle stesse versioni, comunque, a partire dal 1994, si manifestarono alcuni problemi di elettronica (come la centralina, la chiave con codice e il sistema elettrico), dovuti probabilmente ad alcuni componenti non sufficientemente testati e non completamente compatibili con un modello progettato alla fine degli anni ottanta. Un piccolo difetto puramente a livello pratico consisteva nel fatto che, sulle berlina, il lunotto posteriore molto basso e inclinato e la coda molto alta rendevano la visibilità scarsa e l'ingombro difficilmente calcolabile in manovra. Questo particolare era comune alla cugina Dedra e fu un altro tra i motivi del successo della Station Wagon rispetto alla berlina.

### Caratteristiche tecniche
La scocca e l'intelaiatura derivavano per buona parte dalla Tipo, così come il pianale, comune anche alla Lancia Dedra, alla Lancia Delta seconda serie e alle Alfa Romeo 155, 145 e 146, che vennero prodotte negli stessi periodi della Tempra.
I propulsori proposti nella gamma erano in parte gli stessi della Tipo (ad eccezione di quelli sportivi) e della Dedra ma, al contrario della cugina Lancia, la Tempra montò anche propulsori a carburatore (il 1372 cm³ e il 1581 cm³) che uscirono di scena nel 1993 con l'entrata in vigore della nuova normativa anti-inquinamento. Nei primi 2 anni, i motori a carburatore furono comunque affiancati dalle versioni a iniezione elettronica Singlepoint, ma i primi godevano di una potenza più elevata rispetto ai secondi; il 1581 cm³ a carburatore erogava 86 cv, quello a iniezione elettronica ne erogava 75. La trasmissione era un cambio manuale a 5 marce, di serie su tutte le versioni. Ad ogni modo, tra le varie offerte della gamma Tempra, era disponibile la Tempra Selecta 1.6, che per la prima volta proponeva il cambio automatico a variazione continua già sperimentato sulle Uno, Panda, Ritmo e Fiat Tipo. La novità era nella sua adozione su una berlina media, poiché mai prima era stato proposto su una vettura di quella categoria. Per le versioni 2.0, fu adottato un cambio automatico di tipo tradizionale.
Nel corso dei 7 anni di produzione la gamma Tempra, fatta eccezione l'adozione dei motori a iniezione elettronica e catalizzati su tutti i modelli, non subì mai modifiche sostanziali, a parte l'adozione sul motore da 1581 cm³ (quello più venduto) di un nuovo sistema d'iniezione Multipoint in luogo del precedente Singlepoint, che permise anche, con alcune modifiche, di incrementare la potenza da 75 a 90 cavalli.

### Fine della produzione
A partire dal 1995, anno in cui l'auto vendette 7.561 unità a gasolio in Italia, si pensò alla sostituzione della Tempra con un modello più attuale, inizialmente indicato come “Futura Tempra”. Come in altri casi precedenti, le anticipazioni sui nuovi progetti prevedevano spesso fantasiose elaborazioni dei disegnatori e supposizioni basate su voci di corridoio che trapelavano attraverso le sedi dell'azienda torinese. Se oggi vengono presentati concept, anticipazioni o prototipi che vengono sbandierati come fossero già in produzione, all'epoca si cercava un certo riserbo per creare attesa nel pubblico e negli acquirenti.
La “Futura Tempra” prese poi la forma della Fiat Marea, che debuttò nella seconda metà del 1996, con la Tempra ancora in produzione. Basata sullo stesso pianale della Tempra, e con buona parte della meccanica in comune, la Marea raccolse con successo l'eredità del precedente modello ed entusiasmò il pubblico, prevalentemente nella versione station wagon denominata Weekend; questo pur avendo un nome completamente nuovo ed un disegno del tutto diverso, non più spigoloso e squadrato ma arrotondato. Una quantità molto elevata di esemplari di Tempra è rimasta in circolazione per molti anni dopo la fine della produzione, a conferma della validità della vettura e della riuscita operazione commerciale degli anni novanta.

### Produzione brasiliana (1991–1999)

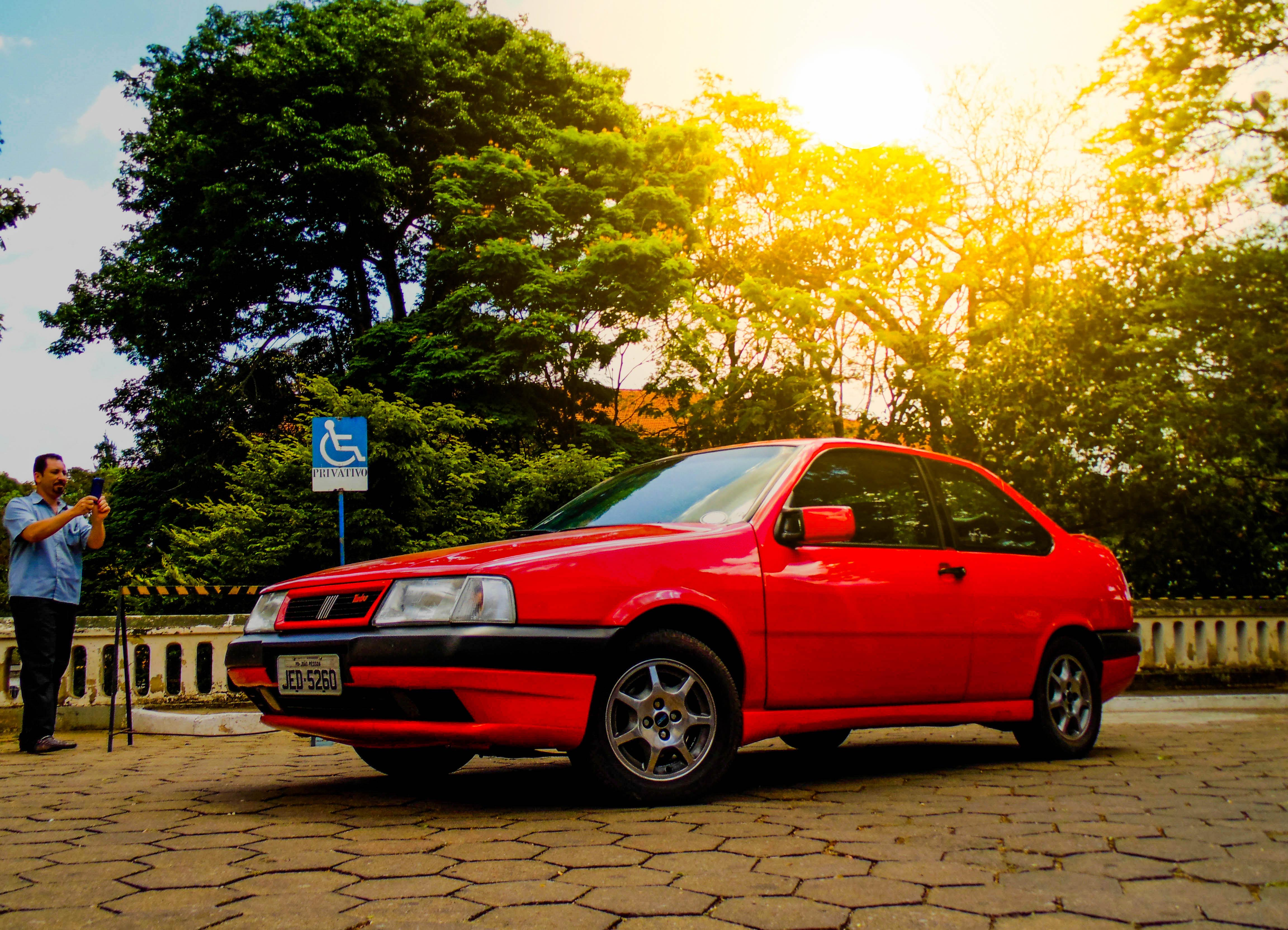
La Fiat Tempra Turbo a 2 porte brasiliana.

Sebbene in Italia il successo della Tempra (particolar modo Station Wagon) fu dovuto ai pregi sopra citati, peccò nelle vendite l'assenza di una versione sportiva simile alla Tipo 1.8 16v o GT, visto che all'epoca quasi tutte le proposte di mercato avevano nella gamma almeno una ad alte prestazioni. In Europa, il motore più potente era il 1995 cm³ da 113 CV che, per quanto si adattasse al tipo di modello, non era possibile definire sportivo.
Ad ogni modo, in Brasile, la Tempra fu prodotta dal 1991 al 1999 con motori e allestimenti mai visti in Europa come la 2.0 i.e. 8V, la 16V poi denominata HLX, la 2.0 16V da 136 CV (con motore simile a quello della Croma) e la Tempra Turbo 2 porte e Stile 4 porte con motore 2.0 Turbo 8V da 165 CV.  La differenza più evidente, e forse più interessante, era l'esistenza di una berlina 2 porte (quasi una coupé) d'indubbio fascino, che non comparve mai oltre-oceano, benché qualcuno ne avesse paventato l'uscita. Era dotata di un propulsore 2.0 8v sovralimentato da un turbocompressore Garret che le permetteva di avere una potenza di 165 cv. Con tale motore era in grado di accelerare da 0 a 100 km/h in 8 secondi, con punta massima di 200 km/h. Le differenze estetiche rispetto al modello europeo erano poche ma non trascurabili: gli specchietti retrovisori esterni erano simili a quelli della Lancia Thema 1ª serie, il paraurti anteriore con due fendinebbia più vicini e gli spigoli più bombati (quasi impercettibile a prima vista), la mascherina anteriore meno squadrata, simile a quella della Tipo 2ª serie, e infine la serratura del cofano bagagli posta sopra la targa, anziché sotto e l'assenza del porta targa posteriore incollato.
Adottava una diversa sospensione posteriore, simile a quella della Lancia Prisma.

## Motorizzazioni
| Modello        | Tipologia motore  | Codice motore                 | Cilindrata cm³ | Potenza (Kw-cv) | Coppia (Nm-giri) | Note                                                                                 |
| -------------- | ----------------- | ----------------------------- | -------------- | --------------- | ---------------- | ------------------------------------------------------------------------------------ |
| 1.4 S          | In linea SOHC     | 159A2.000                     | 1.372          | 57-78           | 108 - 2900       | carburatore                                                                          |
| 1.4 i.e.       | In linea SOHC     | 160A1.046                     | 1.372          | 52-71           | 108 - 2900       | catalitica e iniezione elettronica                                                   |
| 1.6 S          | In linea SOHC     | 159A3.000                     | 1.581          | 63-86           | 132 - 2900       | carburatore                                                                          |
| 1.6 i.e.       | In linea SOHC     | 159A3.000                     | 1.581          | 59-80           | 128 - 3000       | catalitica e iniezione elettronica (fino al 1992)                                    |
| 1.6 i.e.       | In linea SOHC     | 835C1.000 159A3.048 (Selecta) | 1.581          | 56-76           | 128 - 3000       | catalitica e iniezione elettronica (fino al 1992)                                    |
| 1.8 i.e.       | In linea DOHC     | 159A4.000                     | 1.756          | 81-110          | 142 - 2500       | iniezione elettronica                                                                |
| 1.8 i.e.       | In linea DOHC     | 835C2.000                     | 1.756          | 77-105          | 140 - 3000       | catalitica e iniezione elettronica                                                   |
| 2.0            | In linea 8V DOHC  |                               | 1.995          | 71-97           | 159 - 3000       | versione Brasiliana a carburatore                                                    |
| 2.0 i.e.       | In linea 8V DOHC  | 159A6.046                     | 1.995          | 83-113          | 159 - 3300       | catalitica e iniezione elettronica                                                   |
| 2.0 i.e. 16V   | In linea 16V DOHC |                               | 1.995          | 92-125          | 177 - 4750       | versione Brasiliana                                                                  |
| 2.0 i.e. Turbo | In linea 8V DOHC  |                               | 1.995          | 121-165         |                  | versione Brasiliana prodotta tra il 1993 e il 1996 disponibile sia a 2 che a 4 porte |
| 1.9 D          | In linea 8v SOHC  | 160A7.000                     | 1.929          | 48-65           | 119 - 2000       |                                                                                      |
| 1.9 TD         | In linea 8v SOHC  | 160A6.000                     | 1.929          | 60-82           | 173 - 2800       | motore con tecnologia a ricircolo dei gas esausti                                    |
| 1.9 TD         | In linea 8v SOHC  | 160A6.000                     | 1.929          | 68-92           | 191 - 2400       |                                                                                      |

## Competizioni

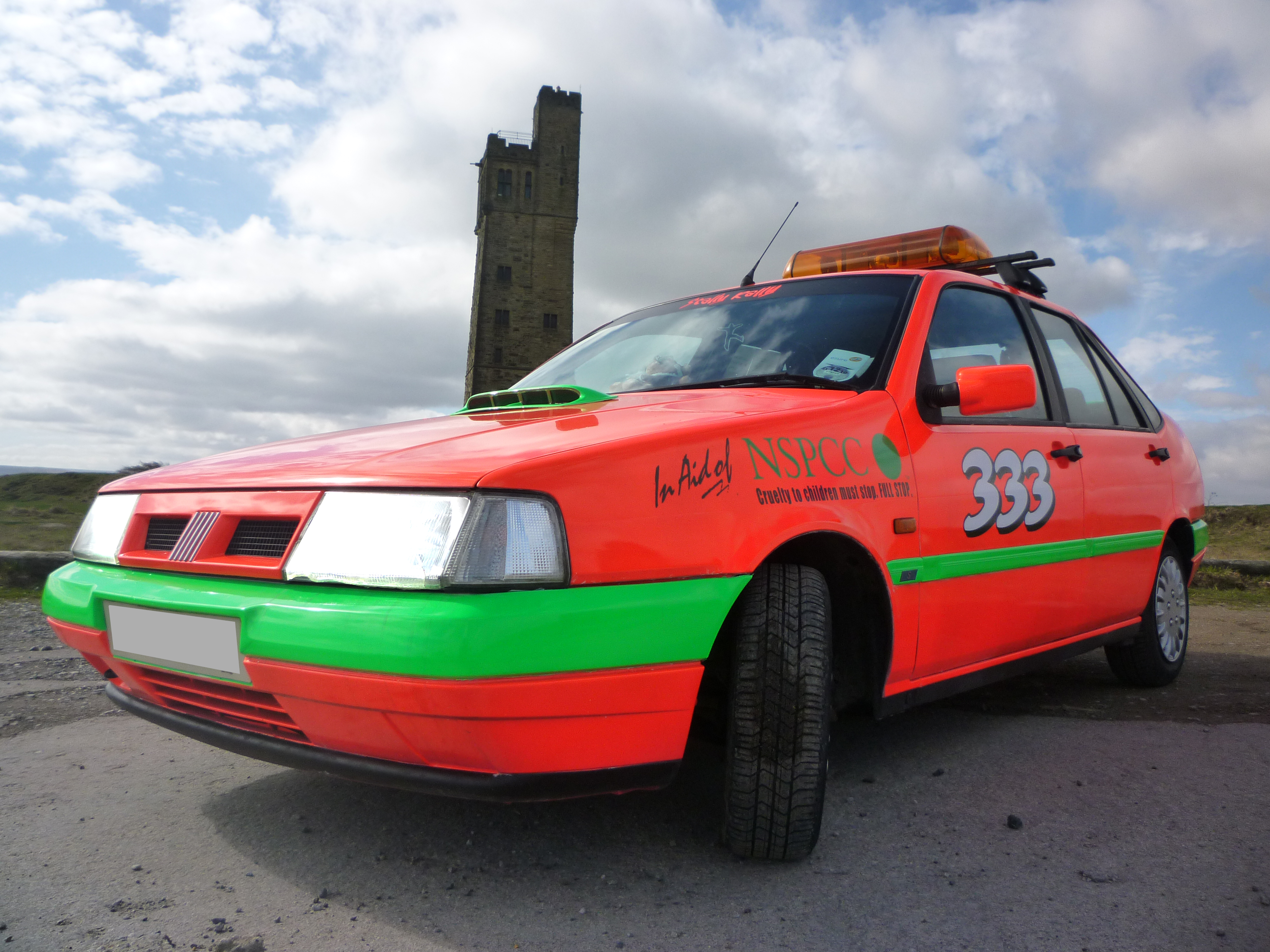
Fiat Tempra 2ª classificata allo Scally Rally

Nel settembre 2010, una Fiat Tempra 1.6 da 90 CV è arrivata seconda nell'annuale Scally Rally, una corsa per automobili organizzata in Gran Bretagna che prevede l'utilizzo di auto che siano costate all'acquisto meno di £ 100. L'auto guidata da due amici di Huddersfield, West Yorkshire, ha partecipato alla competizione europea che vedeva la partenza a Calais e l'arrivo a Rimini. La macchina, numero 333, ha conquistato il secondo posto e ha raccolto fondi per £ 6000 destinate alla NSPCC, associazione inglese che si occupa dei minori vittime di maltrattamenti. Nel gennaio 2011, la stessa auto è stata protagonista di un'altra impresa organizzata dalla pagina della Fiat Tempra Fan Page su Facebook, percorrendo 1.600 chilometri da Huddersfield fino a Laveno Mombello, provincia di Varese. Il viaggio è riuscito con due soli pieni di benzina.